# Lough Ree
Le Lough Ree (Loch Rí ou Loch Ríbh en irlandais) est un lac du centre de l'Irlande. C'est le second des grands lacs que l'on trouve sur le cours du Shannon, entre le Lough Allen en amont et le Lough Derg en aval. C'est également le deuxième en superficie.
Le Lough Ree est une frontière naturelle entre les comtés de Longford et de Westmeath (dans le Leinster) sur sa côte est, et le comté de Roscommon (Connacht) à l'ouest.
Le lac est très populaire pour les activités de loisir (pêche, bateau), et permet également la pêche commerciale de l'anguille.
À l'extrémité sud du lac se trouve la ville d'Athlone qui est équipée d'un port, à la sortie du lac où se déverse le Shannon.
Le Lough Ree comporte plusieurs îles, dont Inchcleraun (Inis Cloithreann) dans la partie nord. Un monastère a été construit sur cette île au début de l'ère chrétienne, et ce site contient les vestiges de plusieurs églises très anciennes. C'est également sur cette île, d'après la légende celtique, que la reine Medb fut tuée.
Le conquérant viking Turgesius avait bâti un ringfort sur les rives du lac, à partir duquel il opprimait la population irlandaise.

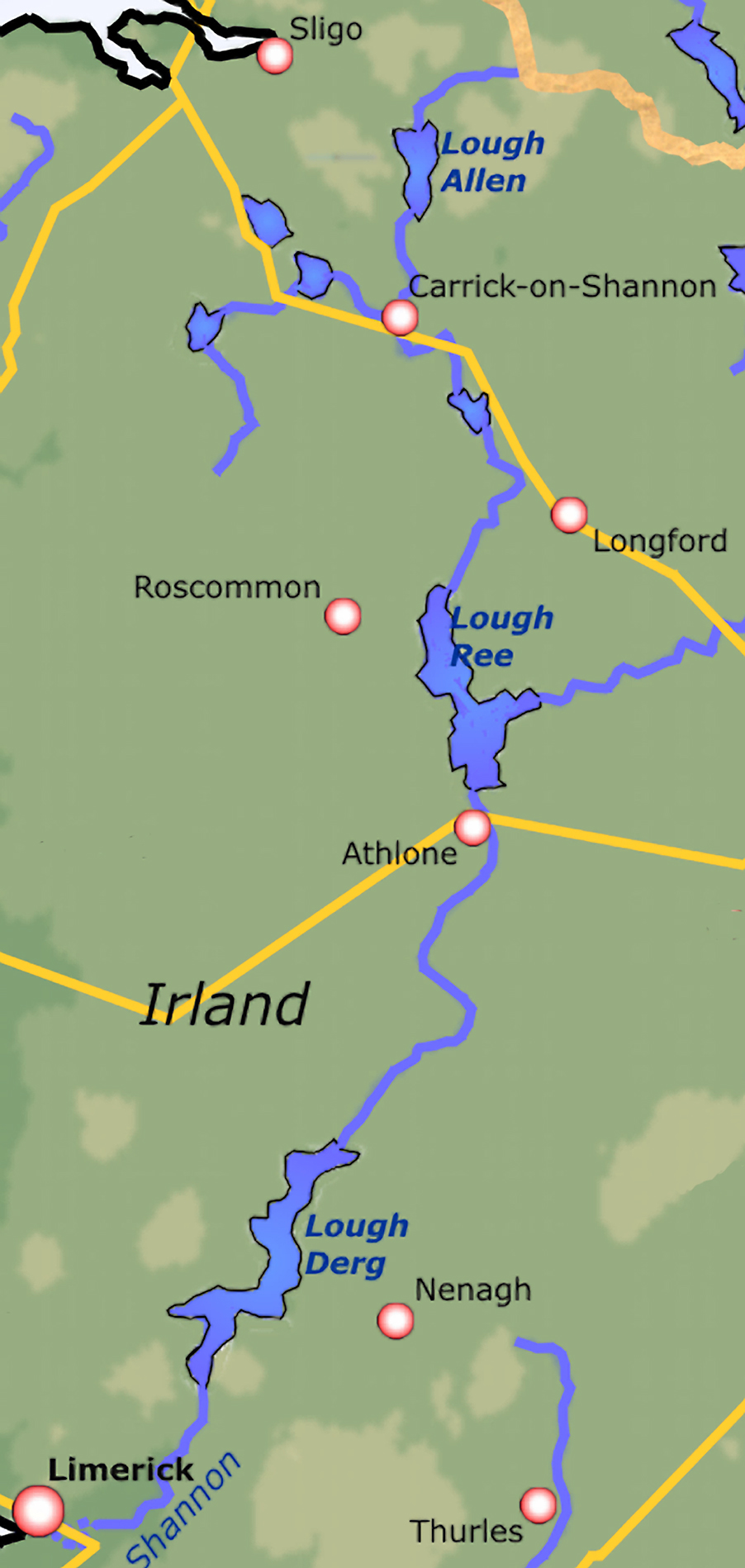
Les trois grands lacs sur le Shannon.